# Соколовка (Хабаровский край)
Соколо́вка — село в районе имени Лазо Хабаровского края России. Входит в Марусинское сельское поселение.

## География
Село Соколовка стоит на правом берегу реки Кия.
Дорога к селу Соколовка идёт на север по мосту через реку Кия от автотрассы «Георгиевка — Петровичи».
Расстояние до районного центра пос. Переяславка (через сёла Георгиевка и Екатеринославка) около 30 км.
Административный центр Марусинского сельского поселения село Марусино стоит на Кие выше Соколовки, расстояние до него по автодороге около 8 км.

## Население
| 1992 | 2002 | 2010 | 2011 | 2012 | 2021 |
| ---- | ---- | ---- | ---- | ---- | ---- |
| 515  | ↘457 | ↘375 | →375 | ↗384 | ↗392 |